# Stegastes
Stegastes är ett släkte i familjen frökenfiskar. Den som namngav släktet var Forster 1801, som klassificerade fisken Stegates lividus. Stegastes har sammanslagits med släktet Eupomacentrus, som nu räknas som en synonym till Stegastes.

## Arter
- Stegastes acapulcoensis
- Stegastes adustus
- Stegastes albifasciatus
- Stegastes altus
- Stegastes apicalis
- Stegastes arcifrons
- Stegastes aureus
- Stegastes baldwini
- Stegastes beebei
- Stegastes diencaeus
- Stegastes dorsopunicans
- Stegastes emeryi
- Stegastes fasciolatus
- Stegastes flavilatus
- Stegastes fuscus
- Stegastes gascoynei
- Stegastes imbricatus
- Stegastes insularis
- Stegastes leucorus
- Stegastes leucostictus
- Stegastes limbatus
- Stegastes lividus
- Stegastes lubbocki
- Stegastes nigricans
- Stegastes obreptus
- Stegastes otophorus
- Stegastes partitus
- Stegastes pelicieri
- Stegastes pictus
- Stegastes planifrons
- Stegastes rectifraenum
- Stegastes redemptus
- Stegastes robertsoni
- Stegastes rocasensis
- Stegastes sanctaehelenae
- Stegastes sanctipauli
- Stegastes trindadensis
- Stegastes uenfi
- Stegastes variabilis